# Karl Erik Pöhnitzsch
Karl Erik Pöhnitzsch (* 8. Oktober 2001) ist ein deutscher Volleyballspieler.

## Karriere
Pöhnitzsch begann seine Karriere beim GSVE Delitzsch. 2016 wechselte er zu den L.E. Volleys nach Leipzig, wo er mit der zweiten Mannschaft bis in die Regionalliga Ost kam. 2020 kehrte der Außenangreifer zurück nach Delitzsch. Mit dem Verein spielte er vier Jahre in der Zweiten Liga Süd und 2024/25 dann in der Dritten Liga Ost. 2025 wurde Pöhnitzsch vom Erstligisten Baden Volleys SSC Karlsruhe verpflichtet.